# Convolvulus sistanicus
Convolvulus sistanicus är en vindeväxtart som beskrevs av G. de Marco och A. Dinelli. Convolvulus sistanicus ingår i släktet vindor, och familjen vindeväxter. Inga underarter finns listade i Catalogue of Life.